# Пелла (Декаполіс)

Панорамний вигляд Пелли з розташованої на сході гори Джебель-Абу-ель-Хас. В центрі — гора Телль-Хосн, у правій частині знімку видно плаский пагорб з городищем Пахілу, а між ними долина Ваді-Джирм з центральною базилікою. Ліворуч видніються залишки східної базиліки

32°27′00″ пн. ш. 35°37′00″ сх. д. / 32.450001° пн. ш. 35.616669° сх. д.
Пелла (грец. Πέλλα; івр. פחל; араб. يلاب) — елліністичне та ранньовізантійське місто, руїни якого лежать за 130 км на північний захід від Амману, столиці Йорданії, в районі селища Табака-ель-Фахль.

## Історія Пелли

### Заснування Пелли
У 330-х роках до н. е. разом з усією Перською імперією Александр Македонський завоював і долину річки Йордан. На її східному краю за чотири десятки кілометрів на північ від устя річки Яббок, під уривом Зайорданського плато лежав пагорб, де колись існувало ханаанське поселення Пахіл. За 3000 років до н. е. це було велике, оточене фортечними мурами місто, яке розвивалося до середини XIII ст. до н. е. В Залізну добу Пахіл занепав, а приблизно 800 р. до н. е., ймовірно, сильно постраждав внаслідок землетрусу.

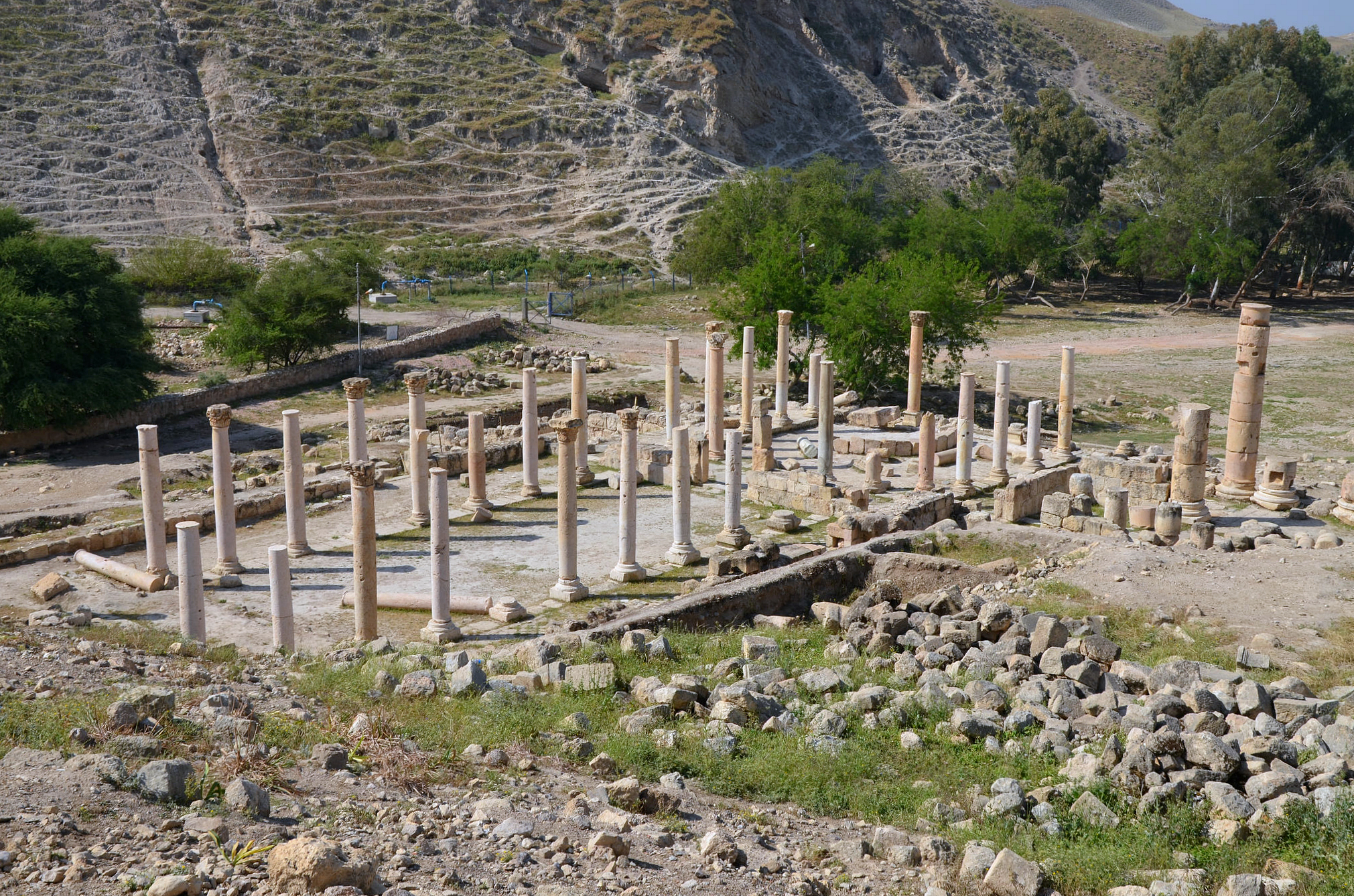
Центральна базиліка (ліворуч) та перестильний майданчик перед нею

У III ст. до н. е. за дев'ять кілометрів західніше, на протилежному березі Йордану, на місці зруйнованого ще ассирійським царем Тиглатпаласаром III Бейт-Шеана, заснували елліністичне місто Скифополіс (в подальшому разом з Пеллою належало до Десятимістя). А за сотню метрів на південь від пагорбу з руїнами Пахілу, на горі Тель-Хосн, з'явилось невелике укріплення, котре ймовірно виконувало функцію сторожової вежі для гарнізону Скіфополісу, з якої велось спостереження за йорданською долиною. Воно отримало назву Пелла — таку саме, як одна зі столиць стародавньої Македонії. Втім, такий спосіб найменування був не характерний для елліністичних держав, тому існує версія, що Пелла насправді є греко-македонським варіантом старої назви Пахіл.
За район між Єгиптом та Сирією, котрий первісно відійшов до єгипетських володарів з династії Птолемеїв, точилась тривала боротьба. Як повідомляє давньогрецький історик Полібій, в 218 р. до н. е. (під час 4-ї Сирійської війни) цар Антіох III з династії Селевкидів прибув на північ Палестини, де серед інших місць захопив Пеллу. Цю оповідь підтверджують розкопки на горі Тель-Хосн, де виявили датовані кінцем 3 ст. до н. е.  сліди руйнувань Втім, вже наступного року після поразки у битві при Рафії Антіох втратив свої завоювання у Палестині. Йому довелось чекати ще два десятиліття, допоки у 198 році до н. е. перемога в битві при Паніоні (5-та Сирійська війна) нарешті віддала у руки сирійського царя так довго бажані ними території.
Саме з переходом під владу Селевкідів пов'язане перетворення Пелли на справжнє елліністичне місто. Хоча мешканці останнього називали засновником самого Александра Македонського, проте немає жодних підтверджень цього. Так само не відзначено серйозної активності на городищі й у часи Птолемеїв, зате археологи знайшли суттєвий культурний шар селевкідського періоду та припускають виникнення Пелли як міста (а не лише сторожового поста) невдовзі після зазначеної вище паніонської битви.

Карта Зайордання та Палестини із вказаним розташуванням Пелли, а також згаданих у тексті Гадари, Скіфополя, Філадельфії та річки Яббок

### Боротьба з Юдеєю
Всього за кілька десятків років після виникнення для Пелли намітилась серйозна загроза. Після поразки від римлян у 190 р. до н. е. царство Селевкідів почало невпинно слабнути, так що вже у середині того століття з-під їх влади змогла звільнитись Юдея. Остання повела вперту боротьбу з насадженими на її території еліністичними містами, можливість інтеграції яких в юдейську державу ускладнювалась принципово різними релігійними концепціями язичництва та єдинобожжя. До кінця століття Хасмонеї змогли ліквідувати всі оплоти еллінізму на захід від Йордану (за виключенням приморських міст), зокрема, в 107 р. до н. е. Іоханан Гіркан захопив та зруйнував Скіфополіс.
Наступного десятиліття син Іоханана Александр Яннай перейшов до активних дій у Зайорданні. Спершу він захопив розташовану за два з половиною десятки кілометрів північніше Гадару (ще одне місто майбутнього Декаполісу), після чого оволодів розташованою між Пеллою та устям Яббоку фортецею Амафунт. Таким чином, юдеї вже підкорили укріплення на півдні, заході та півночі від Пелли, проте останню на певний час врятувала череда сприятливих подій — спершу тиран Філадельфії Теодор, котрий і був володарем Амафунта, наніс юдейському війську важкі втрати, за цим під Гадарою цар набатеїв завдав Яннаю ще однієї важкої поразки, а потім в Юдеї почалась громадянська війна, котра тривала шість років. Втім, Александр вийшов з неї переможцем, після чого відновив свій натиск на Зайордання, спрямувавши свій перший удар саме на Пеллу. За свідченням античного історика Йосипа Флавія, захопивши місто він зруйнував його, оскільки жителі відмовились прийняти юдейські звичаї. Ця подія припала на другу половину 80-х років до н. е.

### Римський період

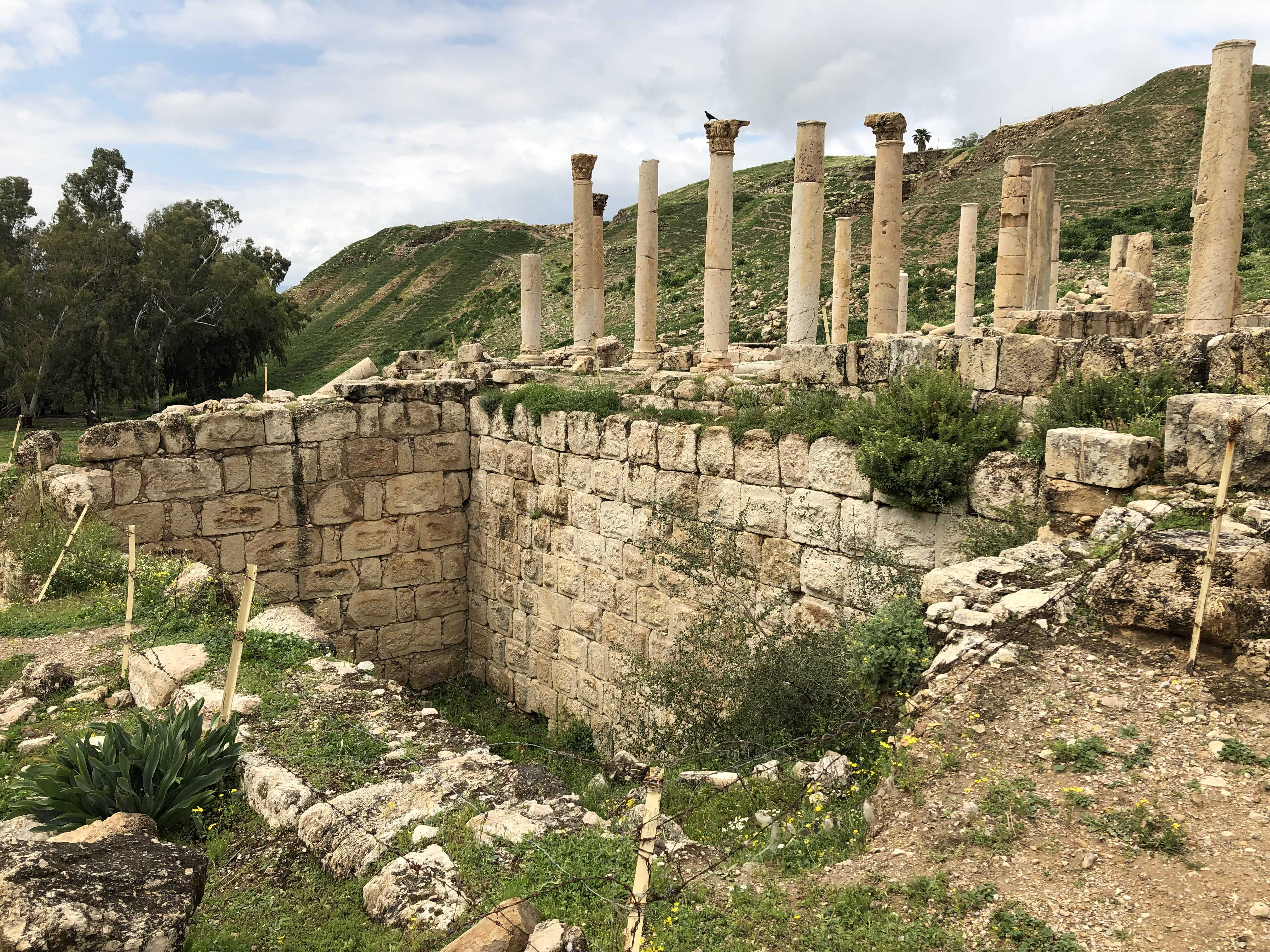
Опорна стіна платформи, на якій стояла центральна базиліка

Менш ніж за два десятки років, у 64-му до н. е., до Палестини прибуло римське військо, яке незадовго перед тим вигнало вірменського царя Тиграна із захопленої у Селевкідів Сирії та перетворило її на провінцію Рима. Провідник римлян Помпей оголосив про відновлення автономії зруйнованих та підкорених юдеями міст, до числа яких потрапила і Пелла. Вона ж стала одним з епонімних міст Десятимістя (Декаполісу), у вигляді якого Помпей організував найпівденніший регіон провінції Сирія.
Втім, самого лише оголошення про відновлення Пелли виявилось недостатньо. Археологічні дослідження, що виявили на городищі ознаки масштабного руйнування наприкінці елліністичного періоду (тобто підтвердили оповідь Йосипа Флавія), не зафіксували слідів активної діяльності в наступні півтора століття. Лише на вершині гори Тель-Хосн певний час мешкали люди (ймовірно залишки пеллійців, котрі після повернення обрали найукріпленіше природою місце), проте у тому ж 1 ст. до н. е. життя тут затухло.
Відродилася Пелла лише в другій половині наступного століття, після юдейського повстання 66—73 років. По його придушенню римляни вжили заходів, спрямованих на додаткову колонізацію Палестини та Зайордання лояльними до імперії жителями і саме в останній третині I століття на території Пелли починається активне будівництво. Серед мешканців міста була й община перших християн, які напередодні захоплення Єрусалима римлянами отримали божественне одкровення, котре вказувало на необхідність покинути приречене місто та переселитись у Пеллу (за твердженням історика церкви Євсевія Кесарійського). Втім, біля 130 року община повернулась до Єрусалима.
Свідченням розвитку міста в цей період також є карбування ним грошей. Перша відома пеллійська монета належить до 82/83 року нашої ери, тобто періоду правління імператора Доміціана, при цьому використовувалась так звана помпейська ера, в якій відлік вели від 64/63 р. до н.е. Випуск грошей продовжувався до першої чверті 3 століття — часів імператорів Каракалли (211—217) та Елагабала (218—222).

### Ранньовізантійський період

Перистильний майданчик перед центральною базилікою

У ранньовізантійський період Пелла, яка з 390 року входила до складу нової провінції Палестина Секунда (Палестина ІІ), залишалась одним з основних центрів Зайордання. В цей час тут провадилось активне ремоделювання старої забудови, що призвело до зникнення більшості споруд римського періоду. Натомість з'явились три християнські церкви, а не вершині гори Тель-Хосн розташувалась потужна фортеця. Від останньої зберігся виконаний з каменю перший поверх, тоді як розташована вище цегляна надбудова не дійшла до наших часів. У фортеці стояв кавалерійський загін, про що свідчать численні стайні для коней.
У 634 році об'єднані під знаменами ісламу араби почали завоювання Палестини. 23 січня 635-го відбулась битва під Пеллою, в якій візантійське військо зазнало поразки та відступило на північ. Міське ополчення замкнулось у Пеллі, проте невдовзі здалось завойовникам на умовах збереження майна при виплаті подушної та поземельної податі.
Хоча в халіфаті Омеядів ставлення до християн було доволі лояльним, проте зміщення торгівельних шляхів призвело до економічного занепаду Пелли та, відповідно, скорочення населення. Біля 700 року з ужитку вийшла східна базиліка. Західну базиліку перетворили на стайні. Найдовше як місце християнського богослужіння протрималась центральна з церков, проте частину її комплексу відвели під загін для верблюдів. У підсумку все завершилось з катастрофічним землетрусом 747 року, після якого поселення (котре з приходом арабів отримало назву Фахл) перемістилось на північний захід, де зараз розташоване селище Табака-ель-Фахль.

## Топографія та пам'ятки міста

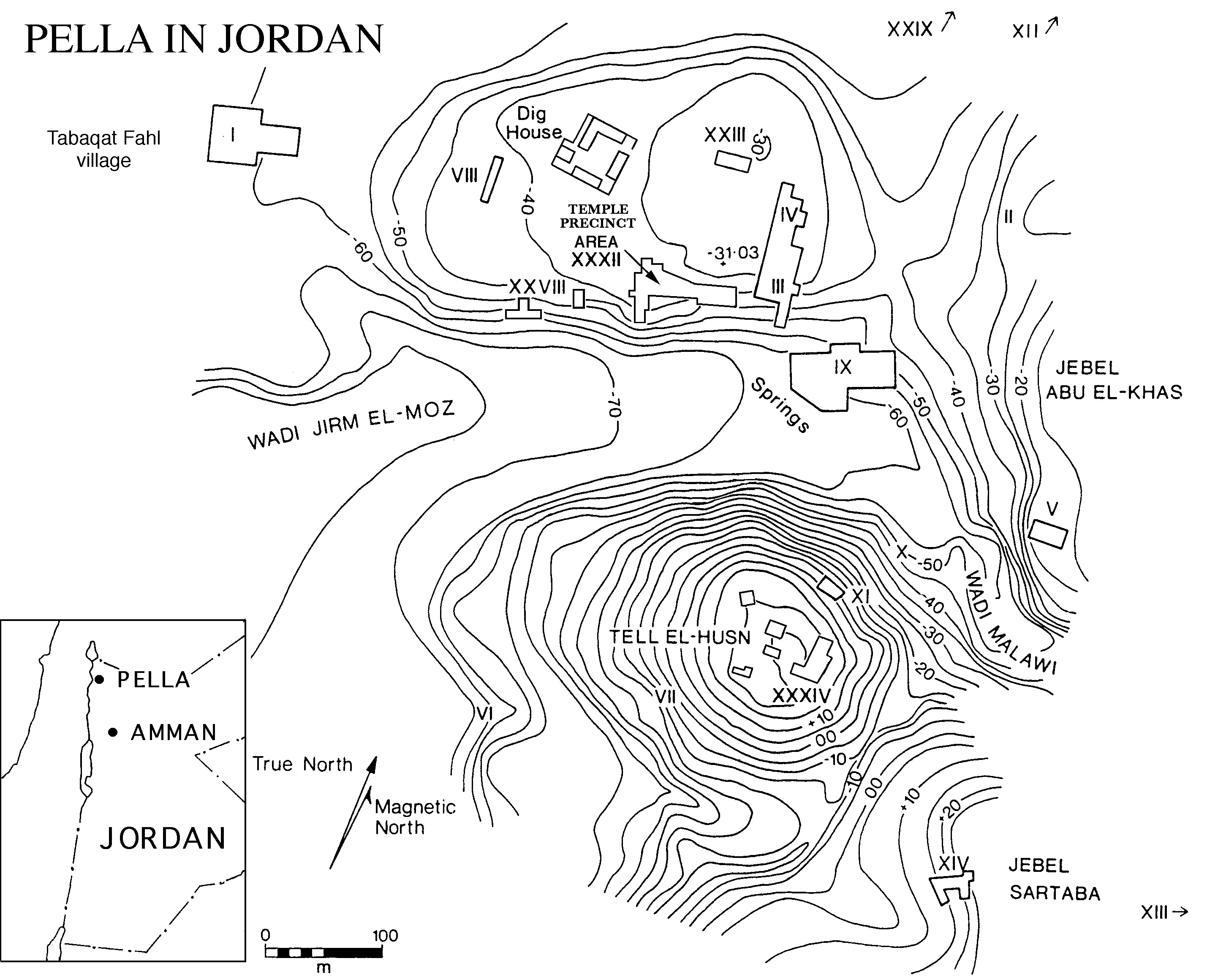
План міста. Долина Ваді-Джирм по центру, в південній частина зазначена гора Тель-Хосн

Центр еліністичної Пелли знаходився у верхній частині Ваді-Джірм, обмеженій з півдня горою Тель-Хосн, з півночі пагорбом, де колись розташовувалось ханаанейське місто Пахіл, та зі сходу горою Джебель-Абу-ель-Хас. Посеред цієї ваді наявне джерело, а на захід йде пониження в бік долини Йордану. Наразі найкраще збереженими спорудами римських часів тут є невеликий одеон (приміщення для виступів та засідань) і руїни бань. Вони залишились лише тому, що під час масштабної перебудови у ранньовізантійський період були інтегровані з комплексом споруд розташованої трохи вище базиліки. Останню звели на території святилища Серапісу, від якого залишились тільки парадні сходи. Наразі відвідувачі можуть побачити в базиліці два ряди колон з коринфськими капітелями, а перед входом до неї — перистильний (оточений колонадою) майданчик.

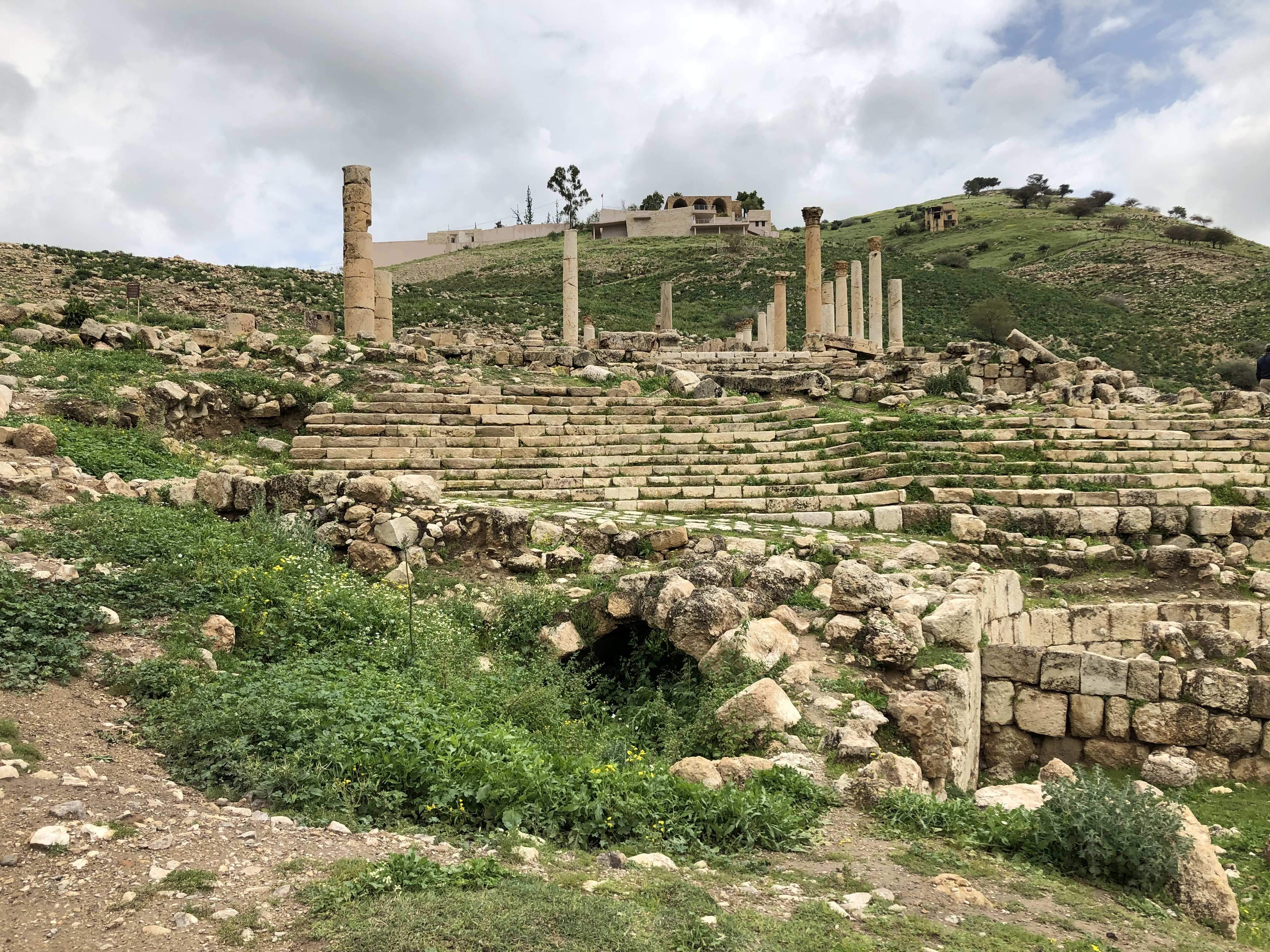
Сходи, що колись вели до храму Серапіса, а в пізній період — до центральної базиліки

Із зображень на пеллійських монетах нам відомо, що в місті були й такі характерні для багатого римського поселення об'єкти, як оточена колонадами центральна вулиця та німфей (монументальний фонтан). Так само на монетах зображений великий храм з гексастильним (шестиколонним) портиком на фасаді, до якого по схилу ведуть високі парадні сходи. Вважається, що він стояв на вершині гори Тель-Хосн, проте станом на середину 2010-х так і не вдалося знайти сліди цього комплексу (ані самого храму, ані сходів). Тому наразі не виключають, що викарбувана на монеті картина є перебільшенням, а зображені на ній сходи — не що інше, як парадний вхід згаданого вище святилища Серапісу.
Кажучи про релігійний аспект життя Пелли, можливо відзначити пошановування тут Зевса Ареса. У цьому випадку імовірно зустрічається двоступеневе накладання грецьких релігійних уявлень на вірування нелінійованих східних провінцій. Так, у Палестині греки співвідносили зі своїм богом війни Аресом арабського Душару (Theus Ares). А оскільки в пантеоні арабів-набатеїв (столицею яких була славнозвісна Петра) Душара займав головне місце, його, вже поіменованого як Арес, могли зіставити з верховним грецьким богом Зевсом.

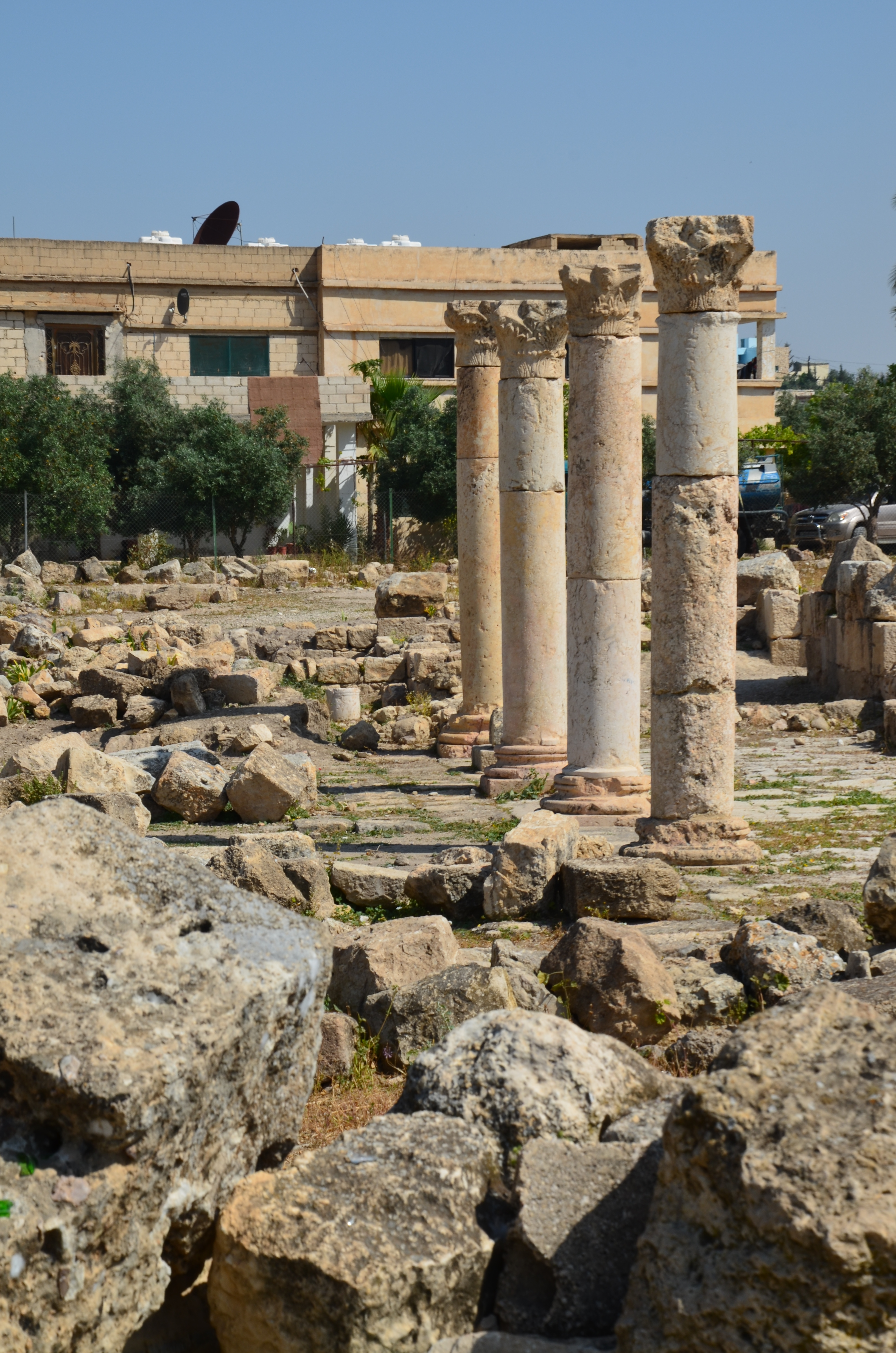
Все, що залишилось від західної базиліки

У візантійські часи мешканці Пелли перейшли до сповідування християнства. Окрім згаданої вище центральної базиліки, тут виявили ще дві — одну на відрозі гори Джебель-Абу-ель-Хас (наразі залишки височіють на малодоступному схилі неподалік від входу на територію розкопок) та другу за кілька сотень метрів на північний захід від пагорбу, де стояв стародавній Пахіл (по суті, в межах сучасного арабського селища Табака-ель-Фахль).